# Vladímir Txutxelov
Vladímir Txutxelov (en rus: Владимир Чучелов); (nascut el 28 de setembre de 1969 a la Unió Soviètica), és un jugador d'escacs belga d'origen rus, que té el títol de Gran Mestre des de 1995. El 2010 la FIDE li va atorgar el títol de FIDE Senior Trainer, el màxim títol d'entrenador internacional.
Tot i que es manté inactiu des de desembre de 2013, a la llista d'Elo de la FIDE del gener del 2020, hi tenia un Elo de 2554 punts, cosa que en feia el jugador número 3 de Bèlgica. El seu màxim Elo va ser de 2608 punts, a la llista de juliol de 2003 (posició 95 al rànquing mundial).

## Resultats destacats en competició
En Txutxelov va guanyar el Campionat de Bèlgica el 2000. Ha aparegut quatre cops al Top 100 de la llista d'Elo de la FIDE, amb un màxim de puntuació de 2608.
D'entre les seves victòries en torneig destaquen les d'Hamburg HSK (1991), Gifhorn international (1992), i la 17a edició de l'Obert d'escacs de Cappelle-la-Grande, el (2001), on fou campió tot i empatar a punts amb el noruec Einar Gausel; hi participaven 702 jugadors, amb 92 Grans Mestres i 72 MI’s.